# Мало-Конаре
Ма́ло-Кона́ре (болг. Мало Конаре) — село в Пазарджицькій області Болгарії. Входить до складу общини Пазарджик.

## Населення
За даними перепису населення 2011 року у селі проживали 4353 особи.
Національний склад населення села:
| Національність   | Кількість осіб | Відсоток |
| ---------------- | -------------- | -------- |
| болгари          | 2795           | 72,9%    |
| цигани           | 1019           | 26,6%    |
| турки            | 6              | 0,2%     |
| інша             | 5              | 0,1%     |
| не визначились   | 11             | 0,3%     |
| Всього відповіли | 3836           |          |

Розподіл населення за віком у 2011 році:
Динаміка населення: